# Théorème de Burnside (groupe résoluble)
Pour les articles homonymes, voir Théorème de Burnside.

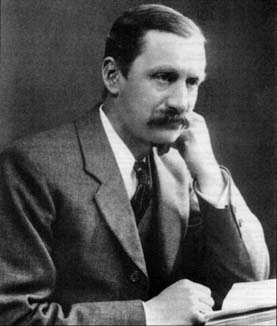
William Burnside.

En mathématiques, le théorème de Burnside appartient à la théorie des groupes finis. Son énoncé est :
Théorème — Si p et q sont deux nombres premiers et n et m deux entiers positifs, alors tout groupe d'ordre pnqm est résoluble.
Il est nommé en l'honneur de William Burnside, qui l'a démontré en 1904, à l'aide de la théorie des représentations d'un groupe fini.

## Histoire
À une époque où l'on sait déjà[réf. souhaitée] que tout groupe fini ayant pour ordre une puissance de nombre premier est résoluble, Georg Frobenius démontre en 1895 que tout groupe d'ordre pnq, où p et q sont des nombres premiers, est résoluble. Ce résultat est étendu trois ans plus tard par Camille Jordan aux groupes d'ordre pnq2. C'est en 1904 que Burnside démontre le théorème général ci-dessus.
On resta environ soixante-cinq ans sans connaître une démonstration de ce théorème indépendante de la théorie des caractères des représentations. John Griggs Thompson ayant indiqué, sans développer, qu'une telle démonstration pouvait être tirée de l'article contenant la démonstration du théorème de Feit-Thompson et d'un autre article publié par Thompson, David Goldschmitt (en) publia en 1970 une démonstration indépendante des caractères, mais limitée aux groupes d'ordre impair. En 1972, Helmut Bender (de) donna, toujours sans utiliser les caractères, une démonstration du théorème complet. La démonstration était cependant beaucoup plus longue et moins élémentaire que celle de Burnside.

## Démonstration
La démonstration de Burnside utilise beaucoup des outils connus au moment de la rédaction de son article. On trouve les classes de conjugaison découvertes par Burnside, et la théorie des représentations d'un groupe fini est largement utilisée.
Dans la démonstration présentée ci-dessous[réf. nécessaire], on utilise de plus un théorème de Sylow et une propriété des p-groupes. Pour une démonstration plus élémentaire et qui s'appuie plus sur l'article de Burnside, suivre le lien ci-dessous vers Wikiversité.